# Jaroslav Pelikan

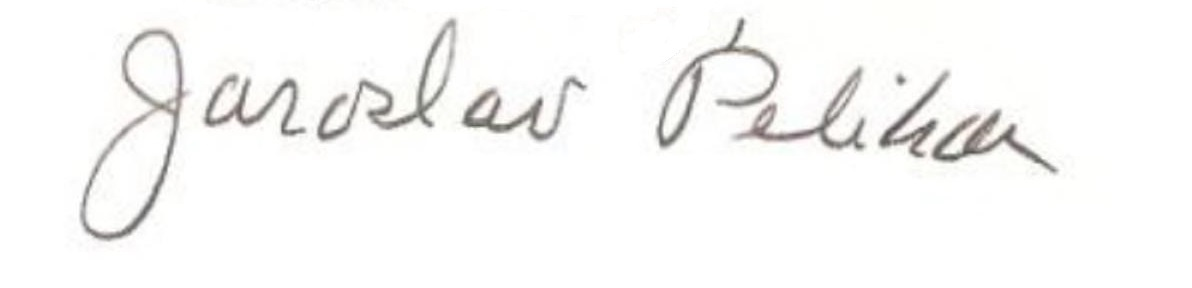

Jaroslav Jan Pelikan (ur. 17 grudnia 1923 w Akron, Ohio, zm. 13 maja 2006) – amerykański historyk chrześcijaństwa.

## Życiorys
Wyrósł w tradycji luterańskiej, był synem luterańskiego pastora, pochodzenia słowackiego. Kilka lat przed śmiercią, w 1998 wraz z żoną przeszedł na prawosławie.
W 1999 nadano mu tytuł doktora honoris causa Uniwersytetu Karola w Pradze.

## Poglądy na Filioque
Jaroslav Pelikan wyjaśniał postawę prawosławia wobec zagadnienia Filioque. Prawosławni teolodzy nie uznają Filioque jedynie na płaszczyźnie refleksji teologicznej na temat relacji w Trójcy. Refleksję o tajemnicy Trójcy dzielą oni na dwa działy: ekonomię – objawienie się Boga w historii oraz teologię, czyli samą tajemnicę wewnętrzną Boga, objawianą przez ekonomię. Zgodnie z tym rozróżnieniem, należy dostrzec dwa różne terminy: posłanie i pochodzenie. Patrząc pod względem ekonomii, w dniu Pięćdziesiątnicy Duch Święty został posłany przez Obydwu: zarówno Ojca, jak i Syna. Jednak patrząc teologicznie – w samym Bóstwie jedynie Ojciec jest zasadą i źródłem istnienia, z którego obydwaj: Syn i Duch Święty wiecznie pochodzą.
Jako uzasadnienie tego rozróżnienia na posłanie (ekonomia) i pochodzenie (teologia), prawosławni teologowie przytaczają fragment z Ewangelii św. Jana,15, 26:

Gdy jednak przyjdzie Pocieszyciel, którego Ja wam poślę /(gr.) pempso/ od Ojca, Duch Prawdy, który od Ojca pochodzi /(gr.) ekporeuetai/, On będzie świadczył o Mnie.

### Wydania oryginalne
- Jesus through the centuries: his place in the history of culture, 1985.
- Seria The Christian Tradition.
  - T.1: The emergence of the Catholic tradition (100-600).
  - T.2: The spirit of Eastern Christendom (600-1700).
  - T.3: The Growth of Medieval Theology.
  - T.4:Reformation of church and dogma (1300-1700).
  - T.5: Christian doctrine and modern culture (since 1700).
- The Melody of Theology: A Philosophical Dictionary. Cambridge, Mass.; Londyn: Harvard Univ. Press, 1988. Brak numerów stron w książce

### Polskie przekłady
- Jezus przez wieki. A. Pawelec (przekł.). Kraków: Znak, 1993, s. 303. ISBN 83-7006-095-1.
- Seria Tradycja chrześcijańska – historia rozwoju doktryny
  - T. 1. Powstanie wspólnej tradycji (100-600). Marta Höffner (przekł.). T. 1. Kraków: Wydawnictwo Uniwersytetu Jagiellońskiego, 2008, s. 409, seria: Tradycja chrześcijańska: historia rozwoju doktryny. ISBN 978-83-233-2586-4.
  - T. 2. Duch wschodniego chrześcijaństwa (600-1700). M. Piątek (przekł.). T. 2. Kraków: Wydawnictwo Uniwersytetu Jagiellońskiego, 2009, s. 355, seria: Tradycja chrześcijańska: historia rozwoju doktryny. ISBN 978-83-233-2764-6.
  - T. 3. Rozwój teologii średniowiecznej (600-1300). J. Pociej (przekł.). T. 3. Kraków: Wydawnictwo Uniwersytetu Jagiellońskiego, 2009, s. 355, seria: Tradycja chrześcijańska: historia rozwoju doktryny. ISBN 978-83-233-2795-0.
  - T. 4. Reformacja Kościoła i dogmatów (1300–1700). Marek Król (przekł.). T. 4. Kraków: Wydawnictwo Uniwersytetu Jagiellońskiego, 2010, s. 546, seria: Tradycja chrześcijańska: historia rozwoju doktryny. ISBN 978-83-233-2727-1.
  - T. 5. Doktryna chrześcijańska a kultura nowożytna (od 1700). Marek Król (przekł.). T. 5. Kraków: Wydawnictwo Uniwersytetu Jagiellońskiego, 2010, s. 442, seria: Tradycja chrześcijańska: historia rozwoju doktryny. ISBN 978-83-233-2906-0.
- Maryja przez wieki. Jan Pociej (przekł.). Kraków: Wydawnictwo Uniwersytetu Jagiellońskiego, 2012, s. 224. ISBN 978-83-233-3366-1.
- Jan Sebastian Bach wśród teologów. Ewa Sojka (przekł.). Katowice: Wydawnictwo CLC, 2017, s. 186. ISBN 978-83-64837-22-7.
- Chrześcijaństwo i kultura klasyczna. Michał Szczurowski (przekł.). Warszawa: Wydawnictwo Teologia Polityczna, 2024, s. 710. ISBN 978-83-67065-53-5.